# 오시마촌 (후쿠오카현)
오시마촌 (大島村)은 후쿠오카현 무나카타군에 존재했던 촌이다. 2005년 3월 28일 무나카타시에 편입되어 자치단체로서의 오시마촌은 소멸했다. 다음은 소멸 전날까지의 정황을 기록한다. 

## 역사
- 1889년 4월 1일 - 정촌제 시행에 수반해 오시마촌이 성립하였다.
- 2005년 3월 28일 - 무나카타시에 편입되어 소멸하였다.

## 교통

### 철도
- 규슈 여객철도 가고시마 본선

### 도로
- 후쿠오카현도 제541호선